# Zingha stoffeli
Zingha stoffeli är en fjärilsart som beskrevs av Mast de Maeght och Descimon 1972. Zingha stoffeli ingår i släktet Zingha och familjen praktfjärilar. Inga underarter finns listade i Catalogue of Life.